# Arden (motorfiets)
Arden is een historisch Brits merk van motorfietsen, cyclecars en kleine auto's.
De bedrijfsnaam was: Arden of Balsall Common, Arden Motor Co., Berkswell, Coventry.
In 1912 begon Arden met de productie van cyclecars, maar ook kleine auto's. De eerste cyclecars hadden een 898cc-JAP 8pk-V-twin en een houten chassis en bleven tot 1915 in productie.
Na de Eerste Wereldoorlog ontwikkelde men een plaatstalen, instelbare geveerde voorvork voor motorfietsen en een 269cc-tweetaktmotor. Zowel de voorvork als de motor werden aan andere merken, zoals Endurance en Gaby in Birmingham, Norbreck in Wellingborough en Priory in Kenilworth toegepast. Arden maakte zelf ook motorfietsen, maar waarschijnlijk niet in grote aantallen. De productie eindigde in 1920.